# Андерсон, Брайан (игрок третьей базы)
Брайан Уэйд Андерсон (англ. Brian Wade Anderson; род. 19 мая, 1993 года, Эдмонд, Оклахома) — американский бейсболист, третий бейсмен и райтфилдер. В 2017—2024 годах выступал в Главной лиге бейсбола (МЛБ).

## Биография

### Ранние годы
Брайан Уэйд Андерсон родился в Эдмонде, штат Оклахома, посещал старшую школу Дип-Крик. В школьные годы играл на позиции шорт-стопа. На драфте МЛБ 2011 года был выбран в двадцатом раунде под общим 628-м номером командой «Миннесота Твинс», но не подписал контракт и поступил в университет Арканзаса, где продолжил играть в бейсбол за местную команду.
В дебютном сезоне 2012 выступал на позициях райтфилдера, второго и третьего бейсмена. Сыграл 47 матчей, выбил два хоум-рана, заработал 11 RBI и имел Процент отбивания 28,3%. В том году «Рейзорбэкс» заняли третье место в регулярном сезоне и вышли в Мировую серию. В 2013 году помимо университетской команды выступал за «Хайеннис Харбор Хокс» в Бейсбольной лиге Кейп-Голд. На отбивал 32,8%, а с «Арканзасом» вышел в постсизон, где проиграл в региональной серии «Виргиния Кавальерс».

## Карьера в МЛБ
На драфте МЛБ 2014 года был выбран в третьем раунде под общим 76-м номером командой «Майами Марлинс». Был отправлен  низшие лиги, где начал с команды Лиги Нью-Йорк-Пенн «Батавия Макдогз», после чего был переведён в команду Южной Атлантической лиги «Гринсборо Грассхопперс». В совокупности за сезон отыграл 59 игр с процентом отбивания 30%, выбив 11 хоум-рана и 49 RBI. Следующий год провёл в команде Лиги штата Флорида «Юпитер Хаммерхэдс», где в 132 матчах отбивал 23,5%, выбив 8 дингеров и 62 RBI. После окончания этого и следующего сезонов играл в команде Осенней лиги Аризоны «Меса Солар Фокс». В 2016 году продолжил выступать за «Юпитер», но также играл за команду Дабл-Эй Южной лиги «Джексонвилл Джамбо Шримп». Всего провёл 135 игр с процентом отбивания 26,5%, выбил 11 хоум-ранов, 65 RBI и 21 дабл. Был назван лучшим игроком в системе «Марлинс». 2017 год провёл в команде Трипл-Эй Международной лиги «Нью-Орлеанс Бейби Кейкс», проведя 120 игр, в которых отбивал 27,5%, имел OPS 85,3% и выбил 22 хоум-рана и 81 RBI. Также в том сезоне был выбран от «Марлинс» на Матч всех будущих звёзд.
1 сентября 2017 года был переведён в основной состав «Майами» и дебютировал в тот же день в игре с «Филадельфия Филлис», выйдя на позиции третьего бейсмена и в трёх выходах на биту выбив против Ника Пиветты дабл. Следующий сезон начал как стартовый игрок третий базы команды. Выбил первый хоум-ран в лиге 2 апреля в матче против «Бостон Ред Сокс», «вскрыв» Брайана Джонсона внизу второго иннинга. В том сезоне был лидером «Марлинс» по количеству сыгранных игр (156), выходам на биту (670) и заработанным ранам (87). Номинировался на награду новичка года Национальной лиги (НЛ), но уступил Рональду Акунье-младшему.
Во втором сезоне в лиге установил рекорд в карьере по хоум-ранам (20), RBI (66) и OPS (81,1%). Также хорошо показал себя в защите, отдав 9 ассистов всего в 55 играх, в которых выходил на позиции правого филдера. 23 августа в матче против «Филлис» внизу третьего иннинга получил хит-бай-питч от Винса Веласкеса и сломал пятую пястную кость на левой руке. Травма не потребовала хирургического вмешательства, но сезон для игрока завершился преждевременно.
25 августа 2020 года в игре с «Нью-Йоркс Метс» впервые вышел на позиции первого бейсмена в МЛБ. В том году стал лидером НЛ среди третьих бейсменов по количеству ошибок (9). В нападении Андерсон также ухудшил показатели, выдав линейку 25,5/34,5/45,6 в 200 выходах на биту и выбив 11 хоум-ранов и 38 RBI. 14 июня 2021 года был помещён в список травмированных из-за подвывиха левого плеча, который привёл к операции 10 сентября. Эта травма привела к ухудшению игры бэттера на бите. 22 марта 2022 года подписал с «Марлинс» контракт на 4,475 миллионов долларов, не прибегнув к арбитру. В том сезоне провёл 98 игр с линейкой 22,2/31,1/34,6, выбил 8 дингеров и 28 RBI. Клуб решил не продлевать контракт игрока, и 18 ноября Андерсон стал свободным агентом.
23 января 2023 года подписал однолетний контракт с «Милуоки Брюэрс» на 3,5 миллиона долларов. Дебютировал 30 марта в игре с Чикаго Кабс», в двух выходах на биту выбив сингл против Маркуса Стромана. За «пивоваров» провёл 96 матчей с линейкой 22,6/31,0/36,8, выбив 9 хоум-ранов и 40 RBI. 28 сентября в связи с выздоровлением Гарретта Митчелла был выведен из ростера, а 2 октября — отпущен.
23 февраля 2024 года подписал контракт с «Сиэтл Маринерс» на выступление в низших лигах. Был отпущен 24 марта, но уже 28 переподписал контракт. Провёл за команду Лиги Тихоокеанского побережья «Такома Рейнирс» 42 игры с процентом отбивания 27%, выбил 6 хоум-ранов и 28 RBI. Активировав пункт в контракте, досрочно покинул франшизу 1 июня.
4 июня 2024 года подписал на контракт с «Атланта Брэйвз». В трёх играх пять раз вышел на биту, не выбив ни одного хита. 15 июля был отправлен в команду Международной лиги «Гвиннетт Страйперс», а на следующий день стал свободным агентом. 25 июля переподписал контракт на выступление в низших лигах. По окончании сезона покинул франшизу.